# مملكة الغجر (مسلسل)
مملكة الغجر مسلسل تلفزيوني مصري درامي عرض في رمضان 1440هـ/2019م.

## القصة
تدور أحداث المسلسل حول فتاة (ياسمينا) تعيش في ربع الغجر، ولكنها تتمرد على العيش معهم وعلى عادتهم، فتتزوج من (رؤوف) شاب من خارج الربع والهرب معه، ولكنها تصاب بحادث يفقدها الذاكرة، فيضطر الرجل الذي صدمها باصطحابها للعيش معه هو وعائلته، حتى يتم الوصول إلى أهلها.

## طاقم العمل
- حورية فرغلي
- أحمد عبد المجيد
- فيفي عبده
- نور فخري
- زينب عبد الوهاب
- عزة مجاهد
- غفران محمد
- حسام الجندي
- سامح الصريطي
- ميار الغيطي
- حازم سمير
- أحمد كرارة
- محمد الدقاق (علي كمال)
- محمد حمزة

## هوامش
مع بدأ تصوير المسلسل كان يحمل اسم (ياسمينا)، إلا إن شركة الإنتاج قررت بعد ذلك تغيير الاسم ليصبح (ياسمينا وملكة الغجر)، وفي النهاية قررت أن يصبح اسمه (مملكة الغجر).

## وصلات خارجية
- صفحة مسلسل مملكة الغجر على موقع السينما.كوم